# まじかる☆スマッシュ
『まじかる☆スマッシュ』は日本ではエヌ・シー・ジャパンによって運営されていたオンラインテニスゲームである。通称「まじスマ」。
韓国の同サービスは2008年12月29日をもって終了となり、日本での正式サービスも見送られた。

## 登場キャラクター
ゲーム開始に任意のキャラクターを選択することができる。特徴はキャラクターによって様々。
ダニー（Danny）
行方不明となってしまったプロマジシャンである父親を探すために大会に参加している14歳の見習いマジシャン。どの能力も平均的でバランスがよい。幼少の時に父親から教わった手品とグレイドに教わったテニスを応用し、トリッキーなショットを追求している。負けず嫌いであり、先生であるグレイドを心から尊敬している。
ドロシー（Dorothy）
病気になってしまった母親の医療費をなくすために大会に参加している15歳の選手。コントロールに優れている。優れた運動神経を持っている天才肌。負けん気が強く曲がったことが嫌いで、少々背伸びをしたがる。ダニーと同じく、先生であるグレイドを心から尊敬している。
マルティナ（Martina）
ヘイメル王国に対立しているポムラン大公国に敵意を持ち、王国代表の誇りをかけて大会に出場している18歳の選手。スピードに優れている。気品が高いが謙虚な女性。精霊の力を借りられる能力がある。グレイドとライバルであるヴェルデンの一番弟子であり、グレイドの弟子には特にライバル心を持っている。
テス（Tess）
競技場の設計の公募で大賞を逃してしまい、設計通りに建てられた競技場の欠陥を見つけ満足を得ようとしている26歳の建築家。パワーに優れている。しかししだいに試合に対する思い入れが強くなり、大会での優勝を狙っている。

## ゲームモード
まじかる☆スマッシュには色々なモードがある。それぞれのモードの詳しい説明は下記参照のこと。
- 対戦モード
- 学習モード
- トレーニングモード
- ストーリーモード（現在未実装）
- コミュニティ

### 対戦モード
他のプレイヤーとオンライン対戦が楽しめる、このゲームのメインモード。試合形式は通常のテニスと同様で、シングルスとダブルスの2種類がある。また通常のルール（「ベーシックモード」と言う）の他にコートにアイテムが散りばめられている「アイテムモード」もある。デュースの有無やゲームの長さなどは部屋設定にて変更可能。
対戦に参加すると規定の経験値と「スター」が獲得できる。「スター」とはゲーム内通貨のことで、新しいラケットなどを購入する時などに必要になる。
結果は「勝敗」・「サービスエース」・「リターンエース」・「スマッシュエース」の数それぞれが記録され、試合中でない限りいつでもレコードで確認することができる。

### 学習モード
テニスの試合のルールや基本操作などを担当COMが教えてくれるモード。ストロークやロブ、スマッシュやサーブの操作練習ができる。全ての項目が終了すると、内容に応じてS・A・B・Cのいずれかのランクが与えられてそれに応じた「スター」などが獲得できる。

### トレーニングモード
様々なCOMと練習試合ができたり、ボールマシンで任意の球種を打ち返す練習ができる。また、他のプレイヤーとチームを組んで試合をすることもできる。このモードでのプレイの結果は成績に残らない。